# Фіоренца Седолінс
Фіоренца Седолінс (італ. Fiorenza Cedolins; нар. 18 березня 1966, Віто-д'Азіо, Італія), — італійська оперна співачка (сопрано). Дебютувала 1992, згодом виступала із зірками оперного мистецтва (зокрема з Лучано Паваротті). 